# Domenico Fortunato Savino
Domenico Fortunato Savino (Positano, 1804 – Mongiana, 22 ottobre 1872) è stato un ingegnere e architetto italiano.
Operò nel Regno delle Due Sicilie ed è noto soprattutto per aver progettato e realizzato la fabbrica d'armi di Mongiana.

## Biografia
Nasce a Positano, un piccolo paese nella Provincia di Salerno sulla Costiera amalfitana.
Frequenta la facoltà di ingegneria all'Università degli Studi di Napoli Federico II e ne esce brillantemente laureato. Inizia a esercitare la professione negli ambienti napoletani. Durante il regno di Ferdinando II di Borbone viene inviato a Mongiana dove trova un clima più adatto al suo temperamento pionieristico. Arriva circa nel 1840, dopo essere stato fregiato della carica semi militarizzata di tenente. Ed è proprio in questo periodo che diventa a tutti gli effetti "l'ingegnere costruttore". A Mongiana sarà lui il punto di riferimento dei tecnici. Savino progetta la Fabbrica d'armi, la nuova caserma, la fonderia, le strade, il cimitero, le nuove officine, ponti e canali. All'inizio viene ingaggiato occasionalmente, poi sempre più spesso, fino a divenire insostituibile per risolvere i più svariati problemi. Le sue capacità e la sua inventiva lo porteranno a migliorare i sistemi di produzione della Fabbrica e di tutto il Regno delle due Sicilie. Progetta meccanismi inediti, corregge macchine difettose, realizza i carrelli degli altiforni con utilizzo di macchina a vapore che recupera i gas in uscita dagli altiforni. Questa tecnica prenderà piede nell'industria siderurgica molto tempo dopo; Savino e gli altri tecnici del regno sono i primi a usare il metodo. 
Alla Mongiana nella reale Fabbrica d'Armi il Savino ottiene il via libera all'introduzione del metodo di affinazione "contese" (affinage comtois). Una sola fusione con abballottatura, sollevamento di unica massa (detta "loppa"), battitura a maglio per addensarla e purgarla dalle scorie liquide, ricarica nel forno con nuovo carbone e nuova ghisa. Tale sistema fa salire il rendimento del ferro del 75%. Sotto la direzione del Savino alla Fabbrica sono progettati e costruiti nuovi forni a riverbero con l'aggiunta (altra operazione insolita adottata poi da tutta la siderurgia) di un fornello complementare, dal quale le fiamme eccedenti sono condotte lateralmente e il calore è utilizzato poi a preriscaldare la ghisa da sottoporre a battitura a maglio da introdurre nei laminatoi. Nella rimodernata ferriera il Savino installa un nuovo laminatoio acquistato in Inghilterra: la "macchina tira ferri", dallo stendino colossale e insolito, al quale l'ingegnere dovrà dedicare molte cure, infatti il macchinario inglese non sembra un esempio di perfezione tecnica. Sostituisce e corregge molti difetti per farla funzionare. Cambia alcuni cilindri difettosi, costruiti dai tecnici mongianesi. Per dimostrare la potenza della fabbrica e le accurate tecnologie raggiunte nel Regno delle due Sicilie all'epoca, egli progetta la fusione delle due colonne della facciata di ingresso della fabbrica di cui tuttora abbiamo testimonianza architettonica. Il getto delle colonne avviene in unica fase per quanto riguarda il fusto, e con getti separati per il capitello e per la base. Vista la perfezione del risultato ancora oggi riscontrabile, tutto il merito deve andare al Savino e a tutti i tecnici della Mongiana. Oggi potremmo accusare il Savino di kitsch, gli dobbiamo però riconoscere lo spunto antiaccademico ed originale in uno schema composito e codificato. Il Savino a Mongiana progetta anche l'ampliamento della casa del comandante, realizzazione che però andrà a buon fine solo in parte. Nei suoi lavori si nota garbo e precisione.
L'architettura e l'urbanistica che viene fuori a Mongiana dalle idee del Savino è per l'epoca straordinaria e quasi senza precedenti. Non è un caso infatti che a Mongiana venne introdotto lo stile neoclassico per la prima volta proprio per volontà sua. Insomma il Savino può essere collocato nella tradizione del millwright inglese, cioè l'ingegnere tuttofare.
Subito dopo l'unita d'Italia torna a Napoli, ma non ottiene soddisfazioni paragonabili a quelli che lo videro "ingegnere costruttore" a Mongiana. 
Sono ancora conservati i suoi disegni per la trasformazione del palazzo di Castel Capuano, nel 1890. Morì a Mongiana dove si era sposato e aveva avuto numerosi figli.